# Magnetochimica
La magnetochimica è un campo della chimica fisica che si occupa dello studio delle proprietà magnetiche delle sostanze. I primi studi sono dovuti al fisico francese Paul Langevin (1905), ma furono successivamente sviluppati negli anni 1920 dal chimico tedesco Wilhelm Klemm che pose le basi dello sviluppo di questa disciplina.
Tramite misure della suscettività magnetica o del momento magnetico è possibile risalire alla configurazione elettronica di ioni metallici o molecole non metalliche caratterizzate dal possedere particolari caratteristiche magnetiche. In chimica inorganica la magnetochimica ha contribuito allo sviluppo della teoria del campo dei leganti e della chimica di coordinazione. In chimica organica ha contribuito allo studio della polimerizzazione (la graduale scomparsa dei doppi legami è dimostrabile tramite la magnetochimica), del carattere di aromaticità e dei radicali organici.

## Proprietà magnetiche
Il diamagnetismo consiste in una opposizione al campo magnetico esterno ed è caratteristico delle specie chimiche che possiedono orbitali completamente pieni, come ad esempio i gas nobili, gli ioni che assumono la configurazione elettronica di un gas nobile o le molecole a "guscio chiuso". La suscettività magnetica di questi materiali assume valore negativo ed è di debole entità (dell'ordine di 10-6).
Il paramagnetismo è caratteristico delle specie che presentano elettroni spaiati e si manifesta macroscopicamente con l'attrazione da parte del materiale paramegnetico nei confronti del campo magnetico esterno applicato. La suscettività magnetica di questi materiali assume tipicamente valori positivi maggiori di un fattore 10-1000 rispetto alla suscettività delle sostanze diamagnetiche.
Il ferromagnetismo, caratteristico dei metalli di transizione come ferro, cobalto e nichel, è una proprietà magnetica che si manifesta senza la presenza di un campo magnetico esterno. Questo genere di materiali possiede dipoli magnetici permanenti tutti con la medesima orientazione e la suscettività è molto elevata (positiva, dell'ordine di 103). I materiali ferromagnetici possiedono sempre dipoli magnetici permanenti, ma questi sono caratterizzati dal fatto di essere parzialmente anti-allineati (alcuni dipoli hanno orientazione opposta). Per azione di un campo magnetico esterno presentano proprietà anisotropiche. L'antiferromagnetismo, caratteristico a temperature inferiori alla temperatura di Néel, si origina invece per la presenza di spin elettronici ordinati sistematicamente in modo antiparallelo e che tendono ad annullare i momenti magnetici locali.

## Suscettività magnetica
Un campo magnetico esterno interagisce con la materia inducendo una precessione degli elettroni che produce una corrente elettrica indotta che in ultima analisi genera un campo magnetico in risposta al campo esterno applicato. La suscettività magnetica {\displaystyle \chi } è una grandezza che misura l'entità della magnetizzazione ed è ricavabile, dal punto di vista molecolare, dall'equazione
{\displaystyle \chi _{M}=N\left(\alpha +{\frac {\mu _{M}^{2}}{3kT}}\right)}
dove {\displaystyle N} è il numero di Avogadro, {\displaystyle \alpha } la polarizzabilità magnetica, {\displaystyle \mu _{M}} il momento magnetico permanente, {\displaystyle k} la costante di Boltzmann e {\displaystyle T} la temperatura assoluta.
Il prodotto {\displaystyle N\alpha }, spesso indicato come {\displaystyle \chi _{\alpha }}, è una costante caratteristica per ciascuna sostanza o specie chimica e viene definita suscettività molare. I valori di {\displaystyle \chi _{\alpha }} possono considerarsi approssimativamente additivi e in letteratura specialistica esistono tabelle che ne riportano i valori per atomi, ioni e particolari legami chimici.
Da notare l'effetto dell'aumento della temperatura: un suo aumento provoca un aumento dell'energia termica, che esplica il suo effetto disordinante contrastando l'allineamento dei singoli dipoli magnetici atomici o molecolari con le linee di forza del campo magnetico applicato. In questo modo, una data sostanza tende a essere meno responsiva all'effetto dello stesso campo applicato.

### Suscettività magnetica del legame chimico

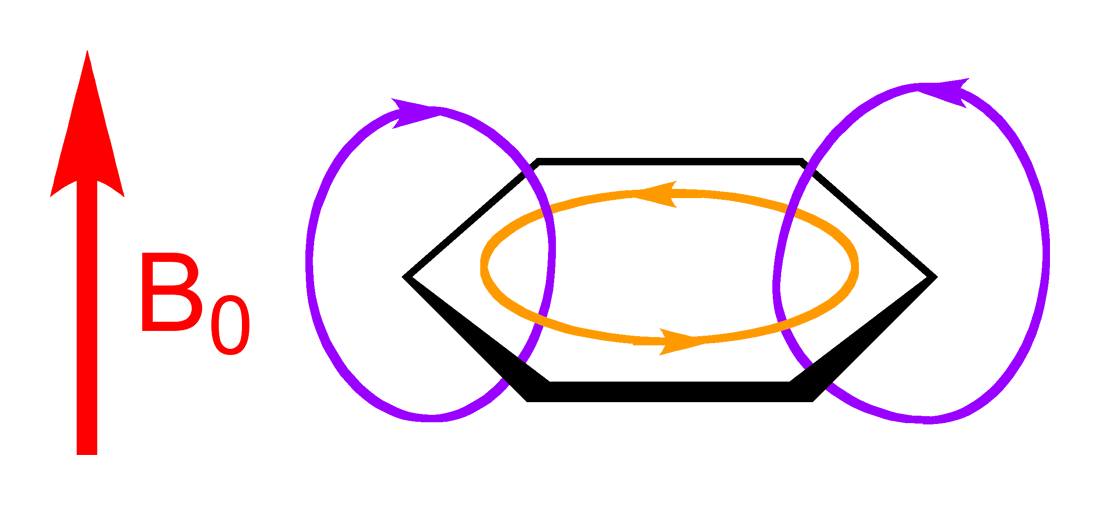
Corrente di anello (freccia arancione) indotta da un campo magnetico B_{0} applicato a una molecola di benzene. La corrente di anello induce a sua volta un campo magnetico evidenziato dalle frecce viola.

La suscettività magnetica di un legame chimico presenta anisotropia in relazione con la natura stessa del legame (simmetria, molteplicità ed ibridazione degli atomi che lo formano) e all'effetto dei sostituenti vicini presenti. A tal proposito è possibile trarre le seguenti generalizzazioni:
1. La maggior parte dei legami con simmetria cilindrica, singoli (C-C, C-F, C-N, C-O, etc.) o multipli (C≡C, C≡N, C≡P, etc.), mostrano diamagnetismo massimo nella direzione longitudinale rispetto al legame (anisotropia negativa).
2. Per i sostituenti che non possiedono simmetria assiale si osserva una diminuzione del diamagnetismo nel piano del frammento e un aumento della componente verticale lungo gli assi degli elettroni p (C=O, C=S, C=C, C-NO2) similmente ai sistemi aromatici.
3. La simmetria degli ellissoidi della suscettività magnetica del legame chimico non è definita solamente dalla natura del legame, ma anche dalla simmetria del legame nel suo complesso.
4. La grandezza assoluta delle anisotropie delle suscettività magnetiche dei legami tra atomi con struttura elettronica simile (C-O e C-S, C=O e C=S, C≡N e C≡P, C-F, C-Cl, C-Br e C-I) aumentano all'aumentare del numero atomico dell'elemento.
5. L'anisotropia magnetica di un legame non è costante e dipende dalle caratteristiche dei sostituenti vicini, inclusa l'elettronegatività e la dimensione dei gruppi di atomi vicini.

L'effetto dell'anisotropia della suscettività magnetica del legame chimico si può valutare tramite la spettroscopia NMR in base all'influenza che hanno le componenti parallela e perpendicolare della suscettività magnetica sulla costante di schermo σ. Un caso particolare è rappresentato dalla forte anisotropia caratteristica dell'anello benzenico, dovuta all'induzione di una corrente di anello generata dal moto degli elettroni attorno all'anello. Allo stato solido, dove non è consentito il libero moto delle molecole, è possibile osservare singoli valori diversi di suscettività magnetica in funzione dell'orientamento dell'asse di legame rispetto al campo magnetico esterno applicato. Quando invece le molecole sono più libere di muoversi, come nel caso dello stato liquido, la suscettività magnetica osservata assume un unico valore medio risultante dalle componenti.

## Momento magnetico molecolare
Il momento magnetico permanente molecolare è dato dalla somma del contributo legato al momento angolare degli elettroni, {\displaystyle \mu _{L}}, col contributo dovuto allo spin elettronico, {\displaystyle \mu _{S}}. Le rispettive equazioni che esprimono tali contributi sono
{\displaystyle \mu _{L}=\mu _{B}[L(L+1)]^{1/2}}
{\displaystyle \mu _{S}=2\mu _{B}[S(S+1)]^{1/2}}
dove {\displaystyle \mu _{B}} è il magnetone di Bohr, L la somma dei numeri quantici orbitali e S lo spin totale degli elettroni. Occorre ricordare che il momento di spin è quantizzato di {\displaystyle {\frac {1}{2}}\hbar }, mentre quello angolare di {\displaystyle \hbar }.
Solitamente il contributo {\displaystyle \mu _{L}} è spesso trascurabile rispetto a {\displaystyle \mu _{S}}, essendo il moto degli elettroni tanto limitato dall'attrazione del nucleo da non potersi orientare per effetto di un campo esterno.

## Bilancia di Gouy
La bilancia magnetica di Gouy, dal nome dello scienziato francese Louis Georges Gouy, è un dispositivo che permette la misura sperimentale della suscettività magnetica. È costituita essenzialmente da un elettromagnete, in grado di generare un campo magnetico H, tra i cui poli viene interposto al centro il campione da analizzare. Il contenitore contenente il campione (es. una provetta) è collegato a un braccio di una bilancia di precisione in grado di misurare la variazione della forza agente a seguito dell'applicazione del campo magnetico. Tale forza è legata alla suscettività tramite la relazione
{\displaystyle f={\frac {A\chi _{M}H^{2}}{2V_{m}}}}
dove A è la superficie del contenitore, {\displaystyle \chi _{M}} la suscettività magnetica, H il campo magnetico applicato e {\displaystyle V_{m}} il volume molare della sostanza in esame. La bilancia segnala il valore della forza f misurata, che risulta negativa nel caso di materiale diamagnetico (il suo peso diminuisce) e positiva nel caso di materiale paramagnetico (il suo peso aumenta).
Oggigiorno, in sostituzione del classico elettromagnete, viene utilizzato un magnete superconduttore. Una implementazione più moderna è rappresentata dalla bilancia di Evans, mentre per sostanze in fase liquida è possibile ricorrere agevolmente anche alla risonanza magnetica nucleare.

## Spin dei complessi

Complesso d^{5} a basso spin

Complesso d^{5} ad alto spin

Nella formazione di un complesso un ligando e un metallo di transizione danno una combinazione lineare di simmetria dei rispettivi orbitali per originare un legame chimico. Gli orbitali di frontiera del complesso così ottenuto sono rappresentati dai 3 orbitali degeneri t2g e dai due orbitali degeneri eg che derivano dagli orbitali d del metallo per effetto della separazione creata dal campo dei ligandi. Considerando a titolo di esempio un complesso ottaedrico, i 3 orbitali t2g si collocano a un livello di energia inferiore rispetto ai 2 orbitali eg: i primi rappresentano quindi gli HOMO mentre i secondi i LUMO.
Per quel che concerne il comportamento magnetico di questi composti risulta importante l'entità del campo che uno dato ligando è in grado di creare interagendo con il metallo, avendo così complessi definiti a campo forte o a campo debole. Nel caso dei complessi a campo forte la separazione energetica tra i t2g e gli eg, indicata con Δo, è tanto elevata da favorire dapprima il riempimento dei t2g con l'appaiamento degli elettroni. In questo caso quindi la molteplicità di spin è bassa e il relativo complesso è a basso spin. Nel caso del campo debole invece il Δo assume un valore basso comparabile con l'energia di accoppiamento degli elettroni e il riempimento degli orbitali avviene favorendo la massima molteplicità di spin, generando così un complesso ad alto spin. Come si è già detto in precedenza, un elevato numero di elettroni spaiati è caratteristico nel caso di composti paramagnetici mentre la presenza di elettroni appaiati conferisce proprietà diamagnetiche.